# Crocq
Crocq ist eine französische Gemeinde im Département Creuse in der Region Nouvelle-Aquitaine. Sie gehört zum Arrondissement Aubusson und zum Kanton Auzances.

## Geografie
Die Gemeinde Crocq liegt am Oberlauf der Tardes, 25 Kilometer südöstlich von Aubusson. Sie grenzt im Norden an Saint-Oradoux-près-Crocq, im Osten an Basville, im Südosten an Flayat, im Süden an Saint-Agnant-près-Crocq, im Südwesten an Saint-Maurice-près-Crocq und im Nordwesten an Saint-Pardoux-d’Arnet.

## Bevölkerungsentwicklung
| Jahr                       | 1962 | 1968 | 1975 | 1982 | 1990 | 1999 | 2008 | 2019 |
| Einwohner                  | 704  | 746  | 844  | 834  | 674  | 546  | 496  | 412  |
| Quellen: Cassini und INSEE |      |      |      |      |      |      |      |      |

## Sehenswürdigkeiten
- Heimsuchungs-Kapelle (Chapelle de la Visitation)
- Burgruine (Château féodal)
- Kirche Saint-Éloi
- Dolmen d'Urbe

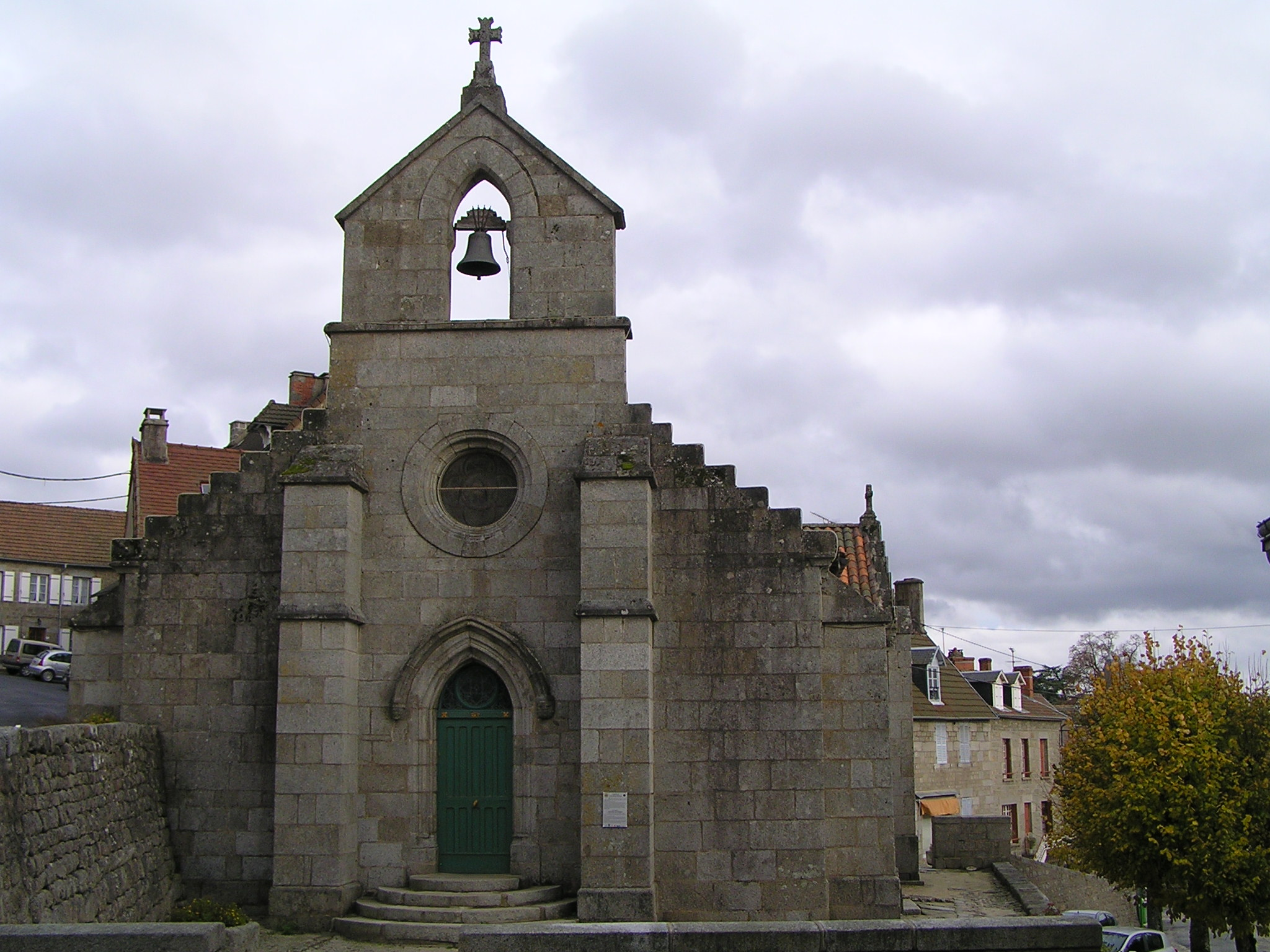
Chapelle de la Visitation
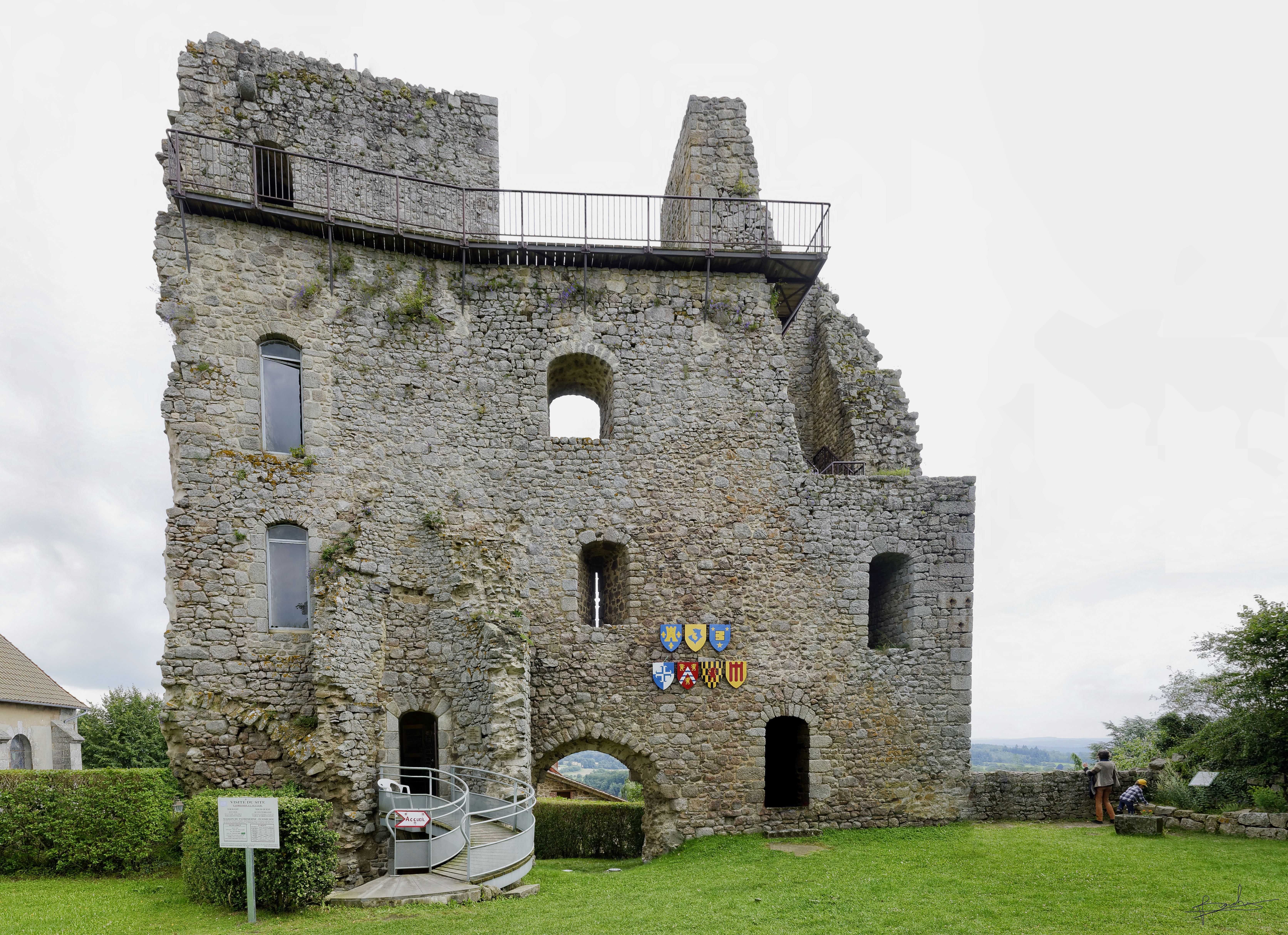
Burgruine
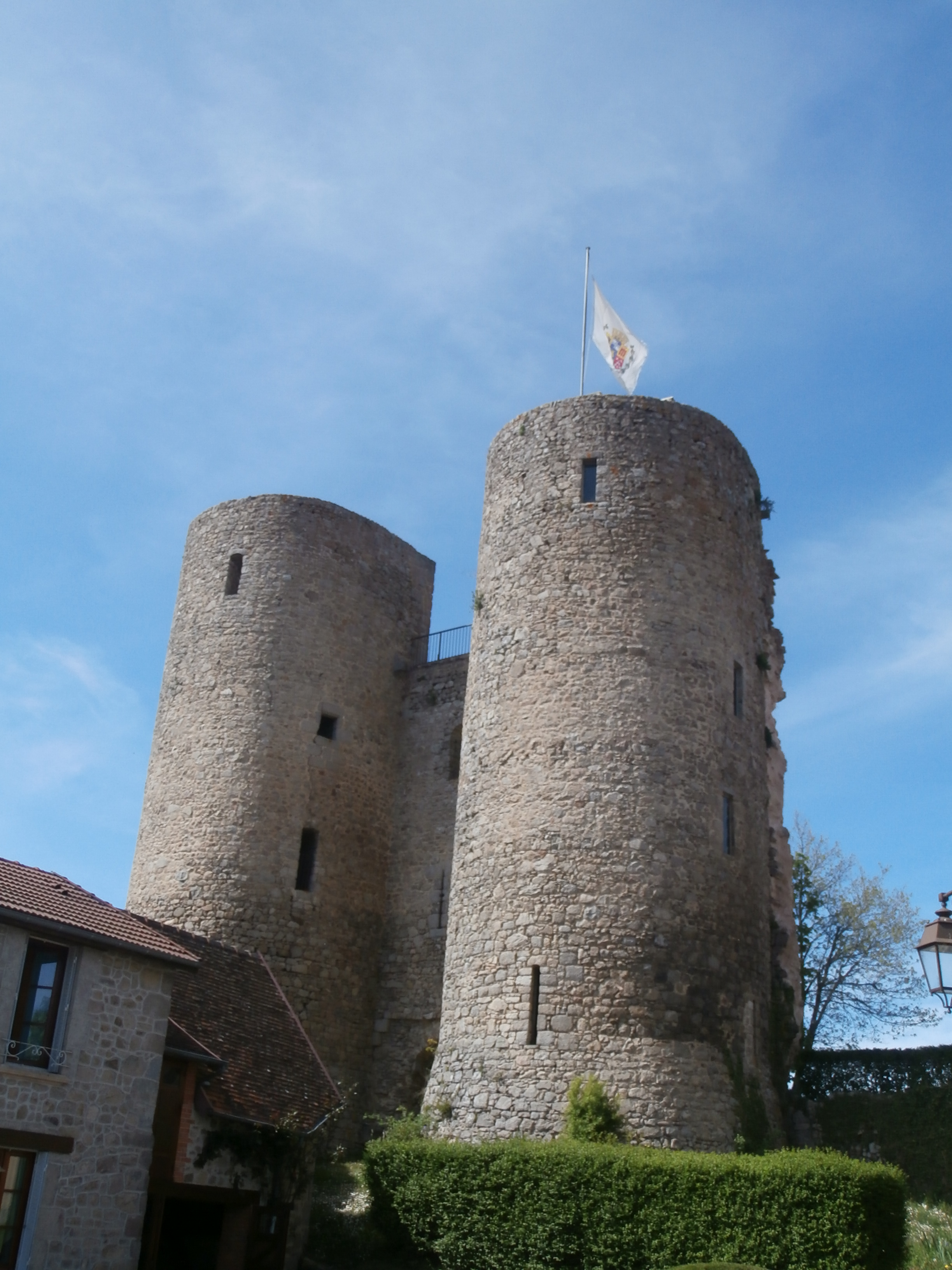
Türme des Château féodal
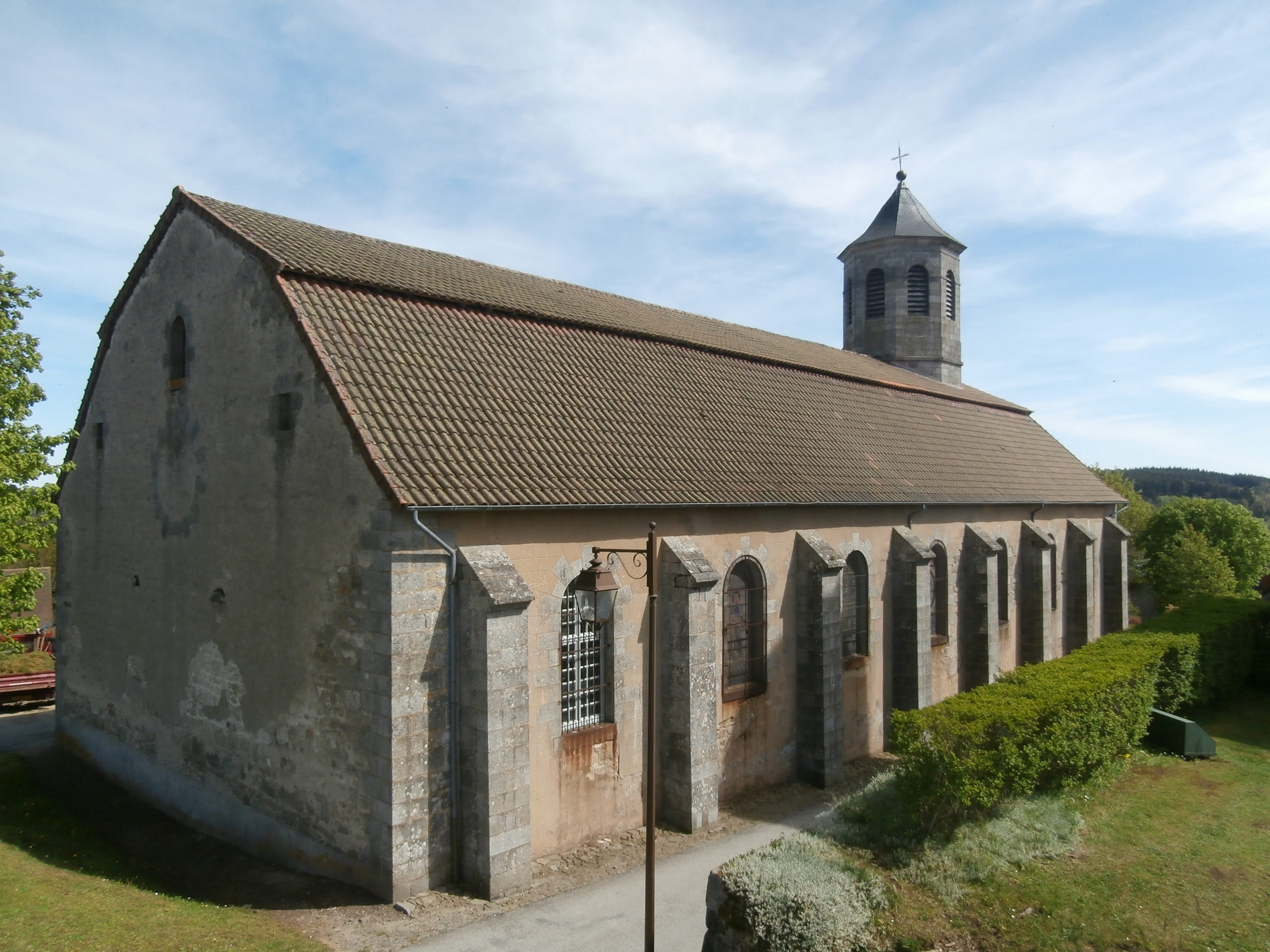
Kirche Saint-Éloi
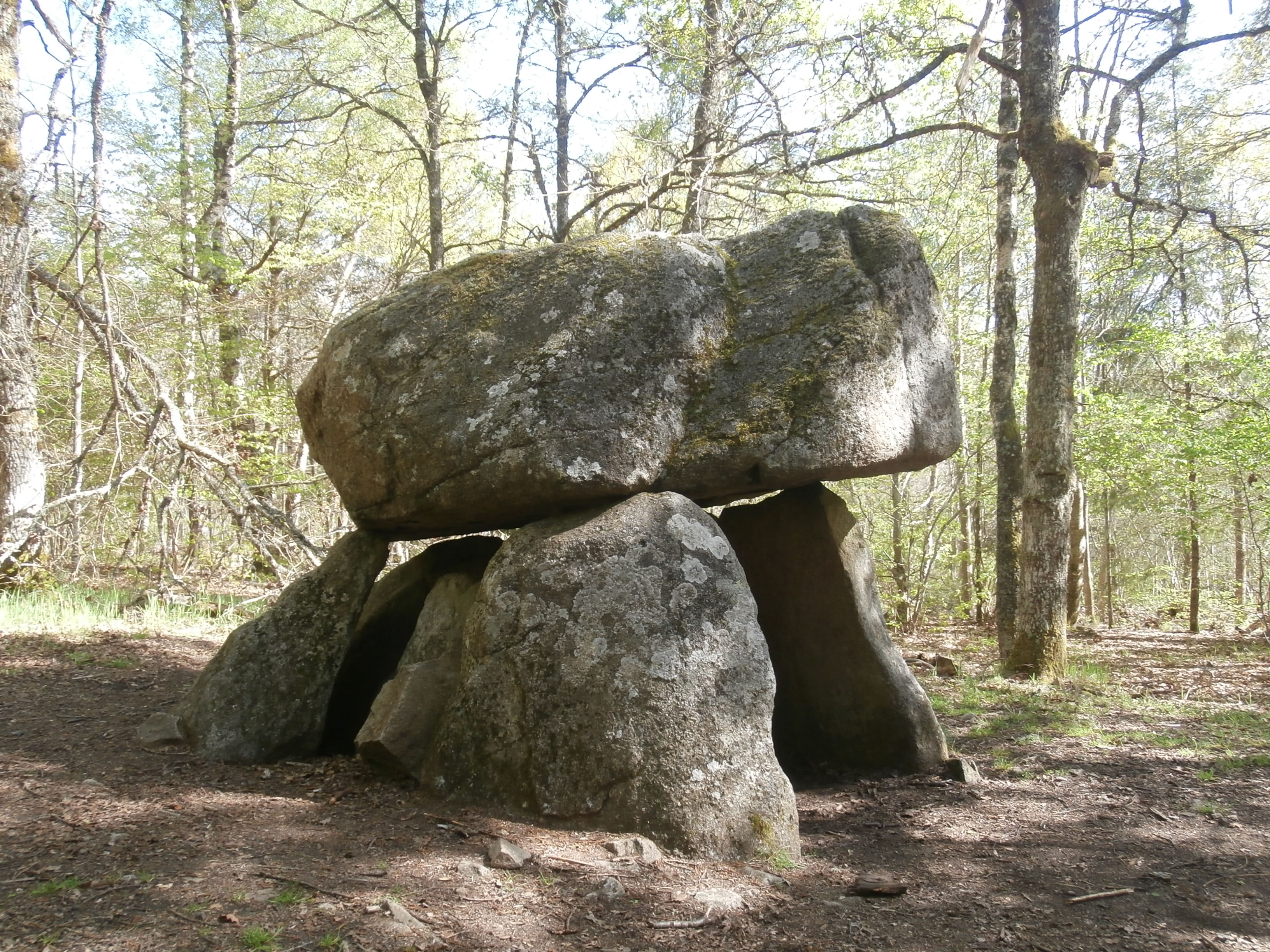
Dolmen d'Urbe
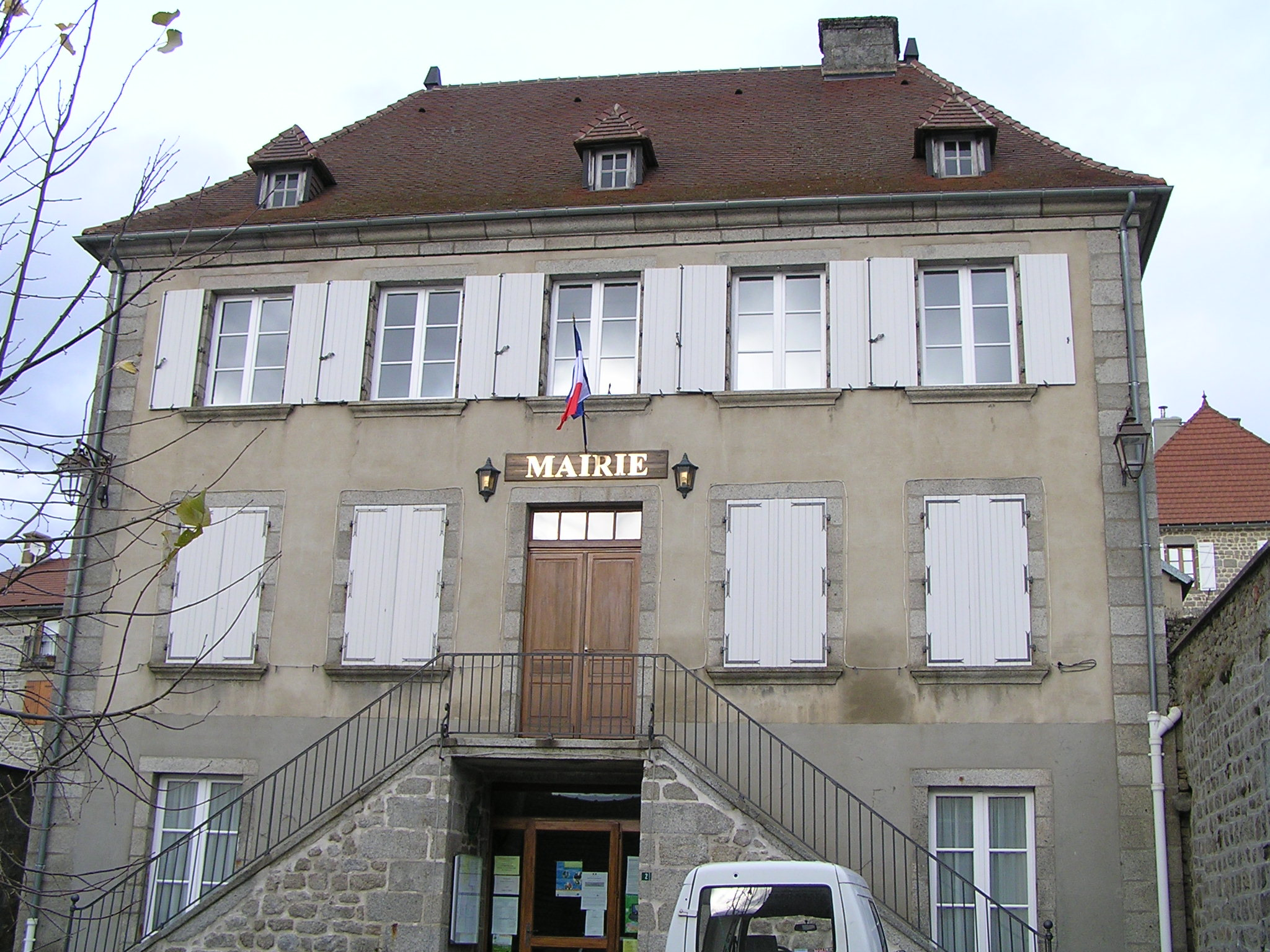
Rathaus